# Velódromo Laoshan

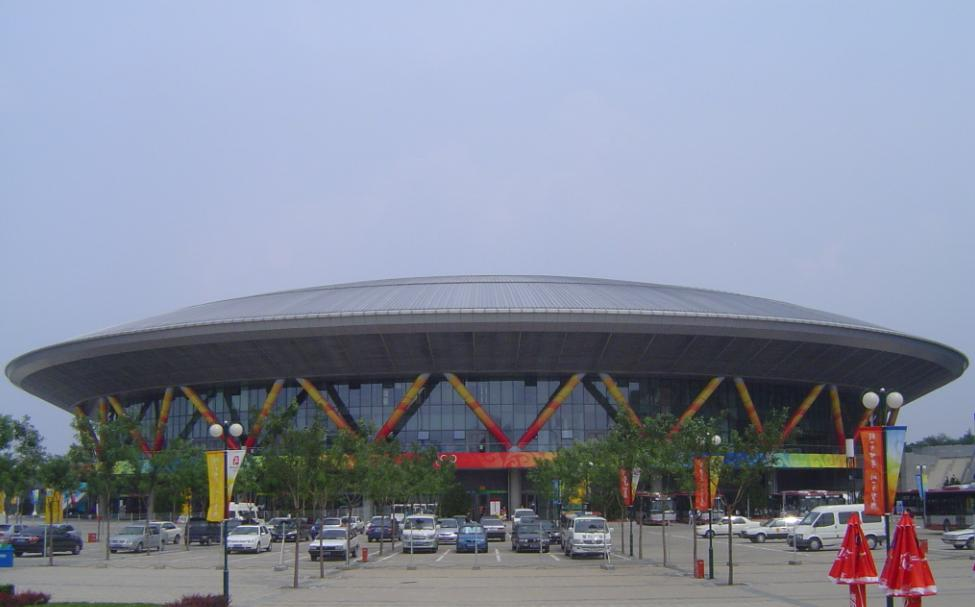
Velódromo Laoshan

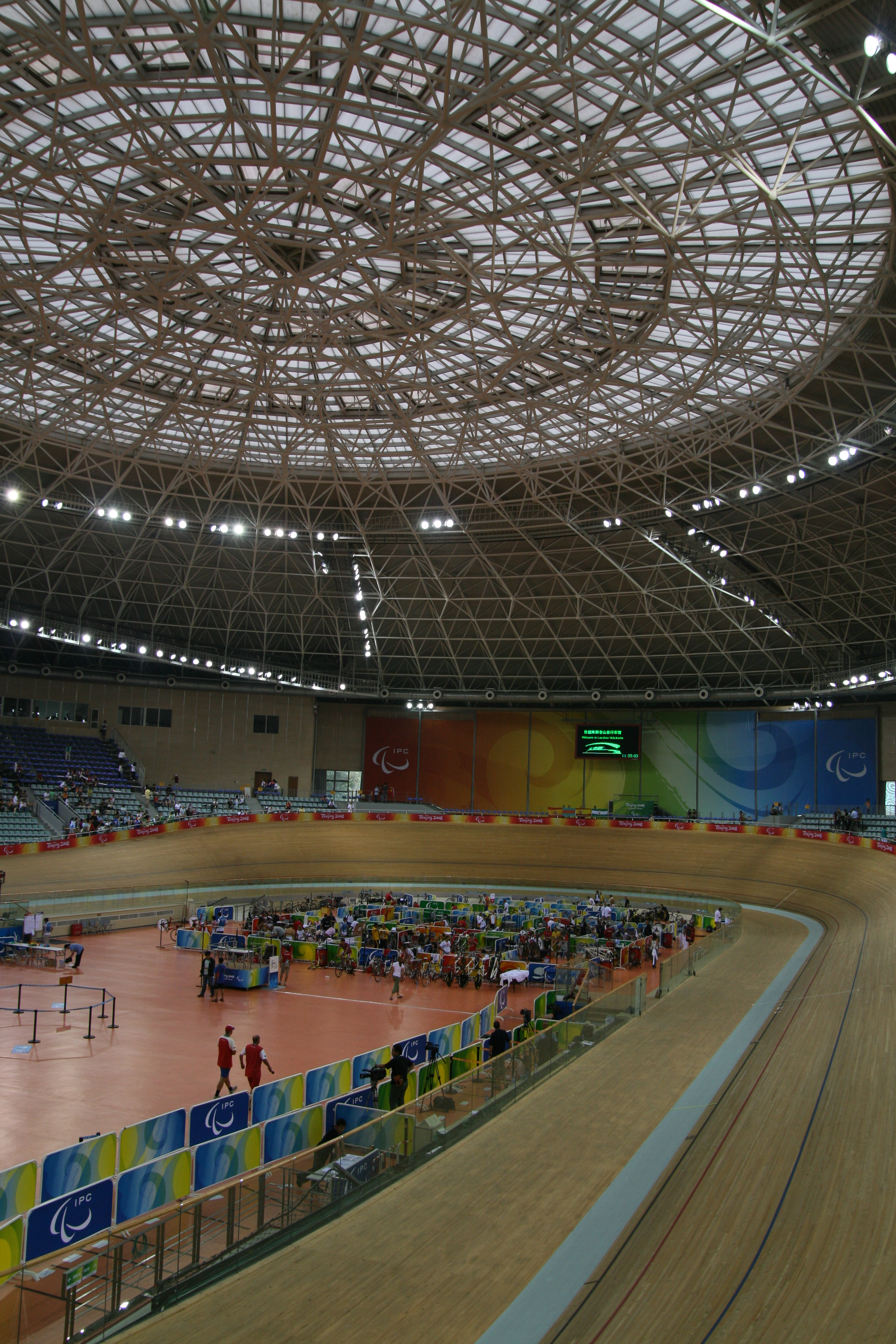
Visão interna do velódromo

O Velódromo Laoshan é um velódromo localizado em Laoshan, distrito de Shijingshan, em Pequim. Foi construído para os Jogos Olímpicos de Verão de 2008 para sediar as competições de ciclismo de pista.
O velódromo tem capacidade para 6.000 pessoas, uma pista oval de 250 metros de comprimento e ocupa uma área total de 32.920 m².
Após os Jogos, o Velódromo Laoshan passou a ser usado para competições nacionais e internacionais de ciclismo e para treinos da equipe chinesa. A capacidade foi reduzida para 3.500 pessoas.